# Alberto Borin
Alberto Borin (Katana (Belgisch-Congo), 17 maart 1940 – Nijvel, 3 januari 2023) was een Belgisch volksvertegenwoordiger en senator.

## Levensloop
Borin is van Italiaanse origine. In 1936 ontvluchtten zijn ouders het fascistische regime in Italië en vestigden ze zich in Ethiopië. Ze ontmoetten er een Belgische arts die hen kon overtuigen om naar Congo te verhuizen. Het was daar dat Alberto Borin in 1940 geboren werd. In 1947 vestigde zijn familie zich in het Henegouwse Châtelet. In 1960 verwierf hij de Belgische nationaliteit.
Hij werd regent elektromechanica aan de Université du Travail en licentiaat in psychologische en pedagogische wetenschappen aan de ULB. Hij werd leerkracht aan de Normaalschool van Nijvel en later was hij directeur van de school.
Borin engageerde zich binnen de PS en voor deze partij werd hij in 1982 verkozen tot gemeenteraadslid van Nijvel, wat hij bleef tot in 2005. Van 1989 tot 2000 was hij er schepen.
In december 1987 werd Borin in de Belgische Senaat provinciaal senator voor de provincie Brabant, wat hij bleef tot november 1991. Vervolgens was hij van februari 1994 tot mei 1995 gecoöpteerd senator en zetelde hij van mei 1995 tot mei 1999 voor het arrondissement Nijvel in de Kamer van volksvertegenwoordigers.
Borin overleed op 82-jarige leeftijd.